# Agave deserti
Agave deserti es una especie de planta del género Agave oriunda de las zonas desérticas de California, Baja California y Arizona.

## Descripción
Forma una roseta de hojas carnosas verde grisáceas de  entre 20 a 70 cm de largo y 4,5 a 10 cm de ancho con afiladas espinas a lo largo de los bordes y en las puntas. Florece al alcanzar la madurez (a los 20-40 años). Emite una inflorescencia de entre 2 a 6 m de altura, tras la cual la planta muere. Los panículos contienen numerosas flores amarillas en forma de embudo de 3 a 6 cm de largo.

## Cultivo y usos
Esta especie tolera la sequía pero necesita un buen drenaje.
Los indios utilizaban las fibras de las hojas para elaborar tejidos, cuerdas para los arcos y sogas. Comían los tallos verdes de las inflorescencias, los capullos y los corazones de las plantas. Los nativos del sur de California cosechaban las "cabezas" de la planta con un palo de cavar especial para ello y asaban de igual modo las hojas y las plantas. Así, el alimento obtenido a menudo se convertía en un elemento básico de la dieta, incluso en años de sequía.
Las bebidas alcohólicas también se elaboraban con los jugos dulces de esta planta y de otras especies de agaves.

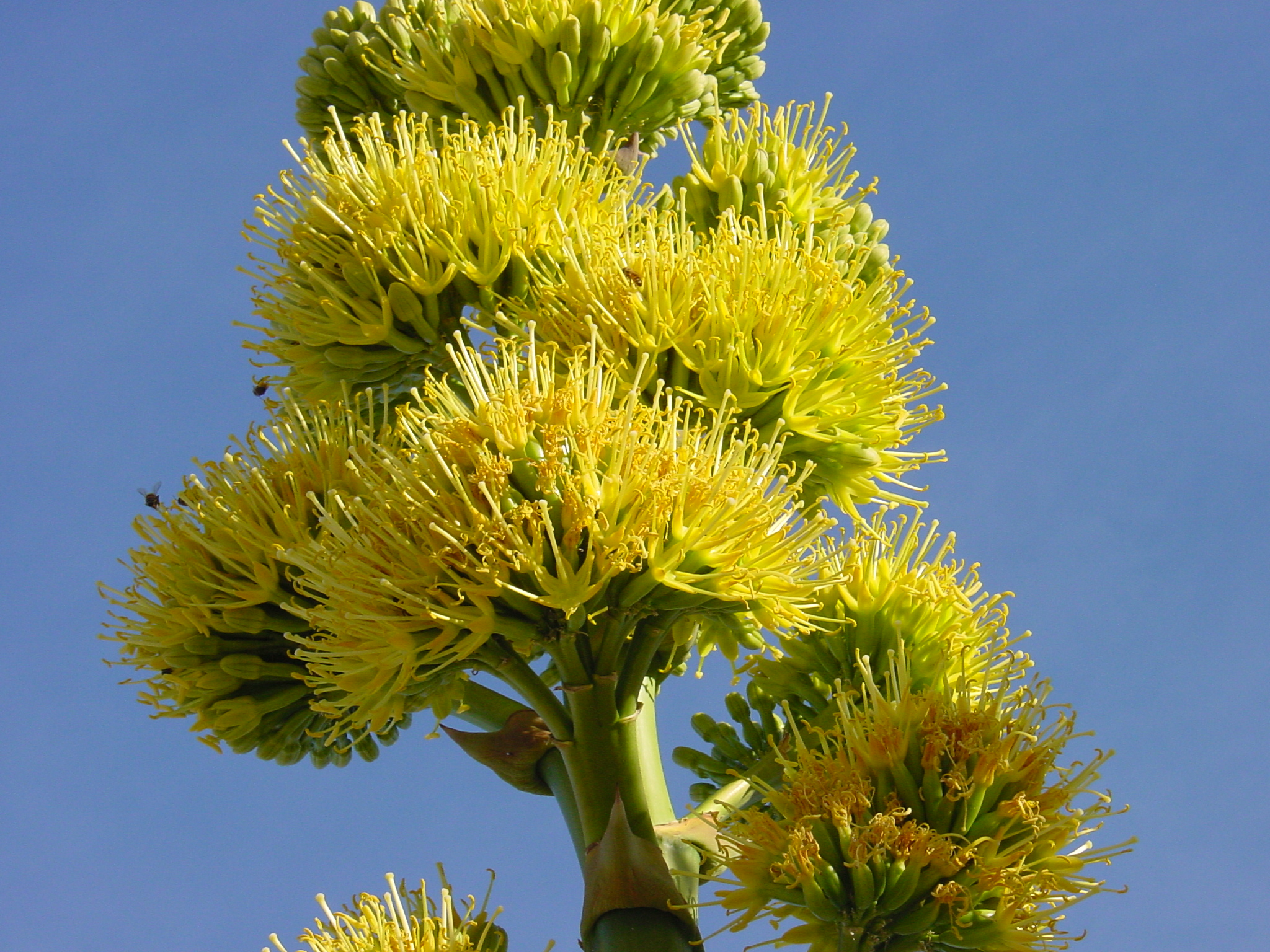
Inflorescencia de Agave deserti.

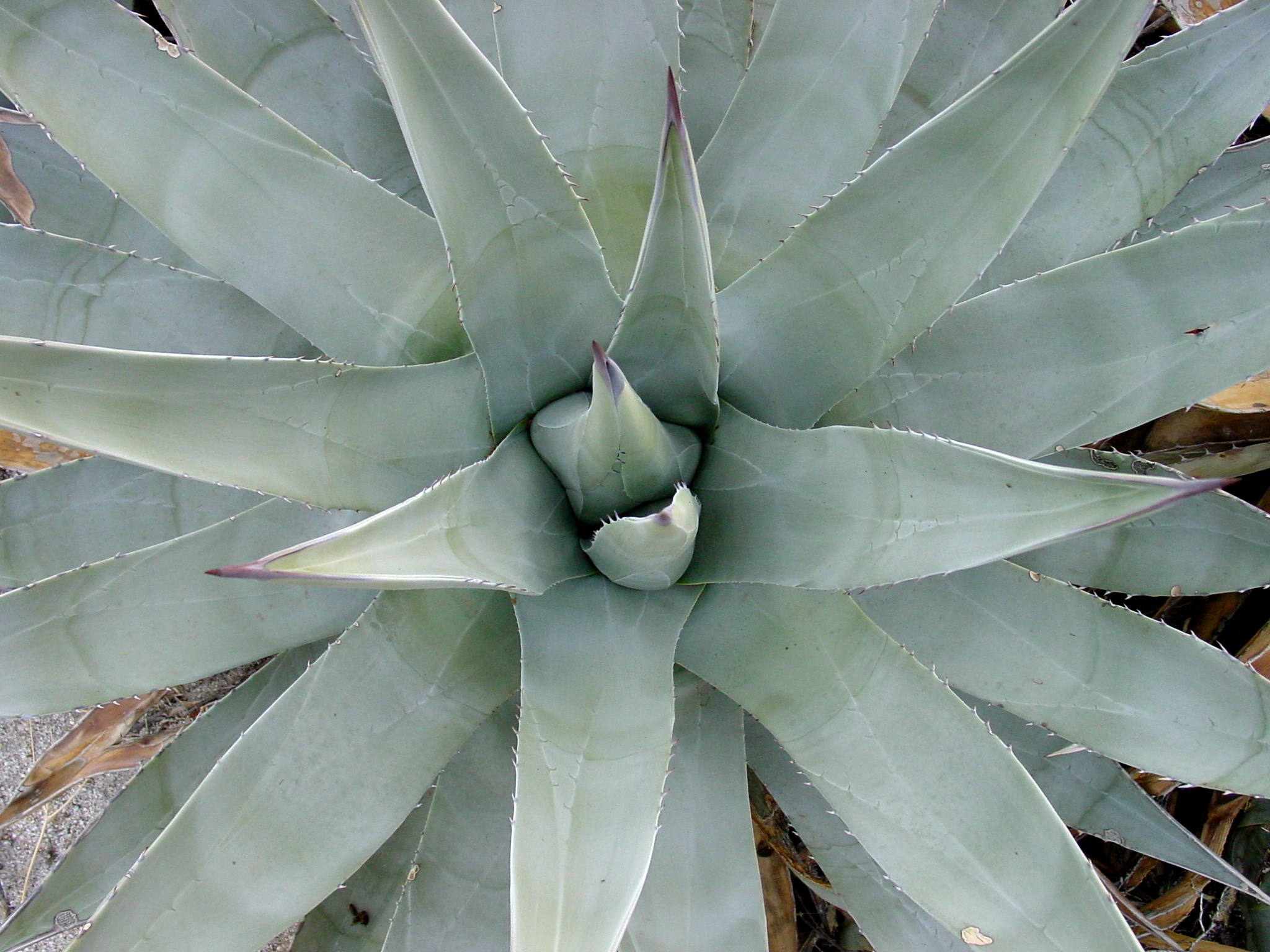
Detalle de la roseta

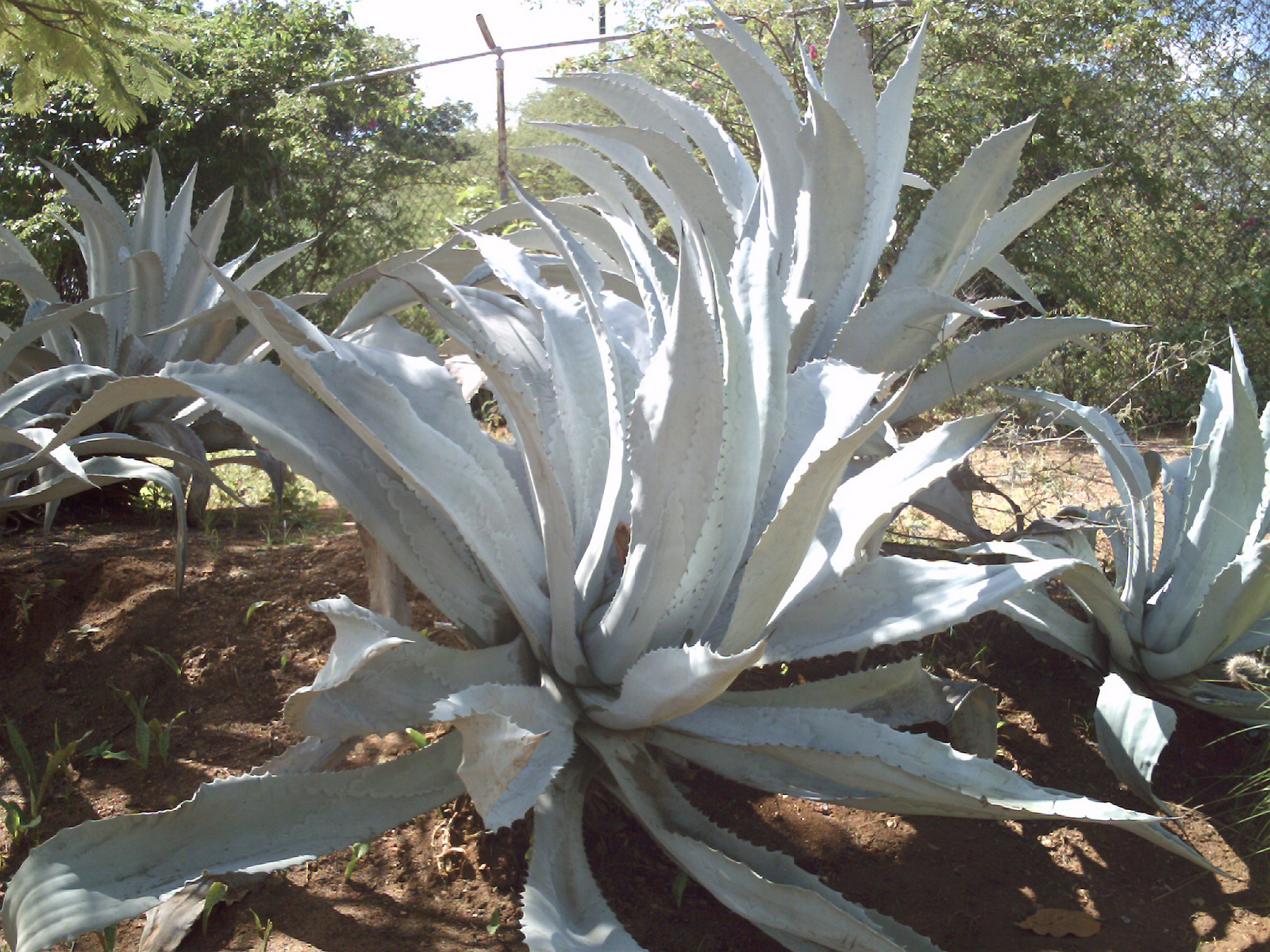
En su hábitat

## Taxonomía
Agave deserti fue descrito por George Engelmann  y publicado en Transactions of the Academy of Science of St. Louis 3: 310–311. 1875.
Etimología
Agave: nombre genérico que fue dado a conocer científicamente en 1753 por el naturalista sueco Carlos Linneo, quien lo tomó del griego Agavos. En la mitología griega, Ágave era una ménade hija de Cadmo, rey de Tebas que, al frente de una muchedumbre de bacantes, asesinó a su hijo Penteo, sucesor de Cadmo en el trono. La palabra agave alude, pues, a algo admirable o noble.
deserti: epíteto geográfico que alude a su localización en el desierto.
Sinonimia
Variedades
Existen tres variedades:
- Agave deserti var. 'deserti'. Emite numerosas rosetas con periantio de 3 a 5 cm. Vegeta solamente en el sur de California.
- Agave deserti var. 'pringlei' (Engelm. ex Baker) W.C.Hodgs. & Reveal
- Agave deserti var. 'simplex' (Gentry) W.C.Hodgson & Reveal. Emite unas cuantas rosetas o solamente una. Periantio de 5 a 10 cm. Vegeta en el sur de California y Arizona.[4][5]